# فهرست استانداران یزد
این فهرست اسامی استانداران استان یزد، (از سال تشکیل استان در سال ۱۳۵۲ تاکنون) می‌باشد.

## فرمانداران کل
- عبدالله سینا: از ۲۵ آذر ۱۳۵۰[۳] تا ؟

## استانداران
| فهرست استانداران استان یزد |             |                |               |                |                                       |
| نام                        | زاده        | شروع           | پایان         | مدت            | دوره                                  |
| حکومت پهلوی                |             |                |               |                |                                       |
| سعید مؤتمنی                |             | ۹ خرداد ۱۳۵۳   |               |                | امیرعباس هویدا                        |
| جمهوری اسلامی ایران        |             |                |               |                |                                       |
| غلامرضا دبیران             | ۱۲۹۶        | فروردین ۱۳۵۸   | آبان ۱۳۵۸     | ۸ ماه          | مهدی بازرگان (نخست وزیر)              |
| حمید قندهاری               |             | ۱۳۵۸           | ۱۳۵۹          | ۱ سال          | شورای انقلاب اسلامی                   |
| علی ثقفی                   |             | ۱۳۵۹           | ۲۲ مرداد ۱۳۶۰ | ۱۰ ماه         | محمدعلی رجایی (نخست وزیر)             |
| علی‌اصغر گرانمایه‌پور        | ۱۳۳۱        | ۲ شهریور ۱۳۶۰  | ۱۳۶۳          | ۲ سال ونیم     | میرحسین موسوی خامنه (نخست‌وزیر)        |
| سید مرتضی فتاح             |             | ۱۳۶۳           | ۱۳۶۴          | یک سال         | میرحسین موسوی خامنه (نخست‌وزیر)        |
| حبیب‌الله بی‌طرف             | ۱۳۳۵        | ۱۳۶۵           | ۱۳۶۸          | ۳ سال          | میرحسین موسوی خامنه (نخست‌وزیر)        |
| عبدالعلی حمیدیا            |             | ۱۳۶۸           | ۱۳۷۲          | ۴ سال          | علی‌اکبر هاشمی رفسنجانی                |
| غلامعلی سفید               | ۱۳۳۴        | ۱۳۷۲           | ۱۳۸۰          | ۸ سال          | علی‌اکبر هاشمی رفسنجانی سید محمد خاتمی |
| سید حمید کلانتری           | ۱۳۳۵        | ۲۱ شهریور ۱۳۸۰ | ۲۷ مهر ۱۳۸۴   | ۴ سال          | سید محمد خاتمی                        |
| ابوالقاسم عاصی             | ۱۳۴۴        | ۲۷ مهر ۱۳۸۴    | ۲۸ مرداد ۱۳۸۶ | ۲ سال          | محمود احمدی‌نژاد                       |
| محمدرضا فلاح‌زاده           | ۱۳۴۱ ابرکوه | ۲۸ مرداد ۱۳۸۶  | ۸ آبان ۱۳۹۲   | ۶ سال          | محمود احمدی‌نژاد                       |
| سید محمد میرمحمدی          | ۱۳۲۷ اردکان | ۸ آبان ۱۳۹۲    | ۷ آبان ۱۳۹۶   | ۴ سال          | حسن روحانی                            |
| محمود زمانی قمی            |             | ۷ آبان ۱۳۹۶    | ۲۶ آبان ۱۳۹۷  | ۱ سال          | حسن روحانی                            |
| محمدعلی طالبی (سرپرست)     | ۱۳۵۲ یزد    | ۲۷ آبان ۱۳۹۷   | ۱۲ دی ۱۳۹۷    | کمتر از دو ماه | حسن روحانی                            |
| محمدعلی طالبی              | ۱۳۵۲ یزد    | ۱۲ دی ۱۳۹۷     | ۴ مهر ۱۴۰۰    | ۳ سال          | حسن روحانی                            |
| مهران فاطمی                | ۱۳۵۷ ابرکوه | ۴ مهر ۱۴۰۰     | ۱۸ مهر ۱۴۰۳   | ۳ سال          | سید ابراهیم رئیسی                     |
| محمدرضا بابایی             | ۱۳۴۵ یزد    | ۱۸ مهر ۱۴۰۳    | متصدی         |                | مسعود پزشکیان                         |